# آل‌یوسفی سفلی
آل‌یوسفی سفلی، روستایی از توابع بخش سعدآباد شهرستان دشتستان در استان بوشهر ایران است.

## جمعیت
این روستا در دهستان زیرراه قرار دارد و براساس سرشماری مرکز آمار ایران در سال ۱۳۸۵، جمعیت آن زیر سه خانوار بوده‌است.